# Anachis donnae
Anachis donnae is een slakkensoort uit de familie van de Columbellidae. De wetenschappelijke naam van de soort is voor het eerst geldig gepubliceerd in 1994 door Moolenbeek & Dance.